# Pfaffenhofen (distrito)
Pfaffenhofen é um distrito da Alemanha, na região administrativa de Oberbayern, estado de Baviera.

## Cidades e municípios

Cidades e municípios no Landkreis Pfaffenhofen

Cidades
1. Geisenfeld
2. Pfaffenhofen an der Ilm
3. Vohburg

Municípios
1. Baar-Ebenhausen
2. Ernsgaden
3. Gerolsbach
4. Hettenshausen
5. Hohenwart
6. Ilmmünster
7. Jetzendorf
8. Manching
9. Münchsmünster
10. Pörnbach
11. Reichertshausen
12. Reichertshofen
13. Rohrbach
14. Scheyern
15. Schweitenkirchen
16. Wolnzach